# Enzo Costantini
Enzo Medardo Costantini (Laveno-Mombello, 7 gennaio 1959) è un imprenditore italiano.

## Biografia
Inizia la sua carriera da ragazzo come giovane DJ sia nelle radio locali del Varesotto sia lavorando in giro per l'Italia. Tra il 1978 e il 1979, lavorando a Radio Paesi Uniti, insieme all'amico Roberto Tondo realizza il primo record di durata in trasmissione continuata dai microfoni di una radio libera, rimanendo collegati ai microfoni in diretta per più di 66 ore. Nel frattempo inizia a lavorare presso l'impresa "Riva 1920" del futuro suocero Innocente Riva, azienda che all'epoca iniziava ad essere nota per la collaborazione con il Teatro alla Scala di Milano.
A partire dal 1986 diventa il titolare della Riva Impresa Restauri Italia. Negli anni successivi Costantini inizia a cambiare radicalmente la direzione dell'impresa, portandola sempre più a divenire una specializzata nel restauro conservativo di immobili storici. Di fondamentale importanza sarà il restauro svolto a Roma in Piazza di Spagna e Piazza Mignanelli che è infatti poi diventato l'oggetto del primo libro pubblicato dall'imprenditore.
Nel frattempo consegue anche una laurea in psicologia con una tesi dal titolo: Il Restauro e l'Impatto Psicologico sul Tessuto Urbano. Ad oggi le opere eseguite dall'impresa di Costantini sono un punto di riferimento per il settore come il monumentale restauro di palazzi di Piazza di Spagna, di Piazza Mignanelli e Trinità dei Monti a Roma. Oltre a questo Costantini si è speso nello sviluppo della ricerca tecnologica come le tecnologie laser e alcuni innovativi studi per il miglioramento sismico di immobili storici. 
Nel 2017 è uno dei relatori al convegno internazionale "Saperi dell'Arte 2017" ospitato dalla Pinacoteca Ambrosiana di Milano.
Durante la pandemia di COVID-19 inizia a pubblicare una serie di videolezioni sul restauro conservativo e sulle innovazioni apportate dallo sviluppo tecnologico supportato anche dalla sua azienda.
Il 1º febbraio 2023 Enzo Costantini viene scelto per guidare la Commissione Restauro degli Stati Generali del Patrimonio Italiano.

## Opere
- Storia di un restauro. A Roma. I palazzi in Piazza di Spagna e Piazza Mignanelli. Nardini Editore, 21 marzo 2018
- Ho tolto solo la Polvere. Nardini Editore, 21 settembre 2021